# Загорье (футбольный клуб)
«Загорье» — словенский футбольный клуб, представляющий город Загорье-об-Сави. Сейчас он выступает во Третьей лиге Словении. Клуб был основан в 1946 году.

## Соперничество
Принципиальным соперником «Загорья» с давних времён является клуб «Рудар» из городка Трбовле. Фанаты Загорья имеют прозвище «сумасшедшие мальчики Загорья».

## Выступления в Первой лиге Словении по футболу
| Год     | Место |
| ------- | ----- |
| 1991/92 | 14-е  |
| 1992/93 | 15-е  |
| 2004/05 | 12-е  |

## Известные футболисты
- Ясмин Ханданович
- Милош Хударин